# Louis Dauzier
Louis Dauzier, né le 1er juillet 1873 à Aurillac (Cantal) et mort le 6 avril 1946 au Bousquet, près d'Arpajon-sur-Cère (Cantal), est un homme politique français.

## Biographie
Amant Louis Dauzier est le fils de Louis Dauzier, chapelier, et de Catherine Laganne. Il devient tailleur et s'établit à Aurillac. Il est approché par le maire de la ville qui souhaite le faire entrer au conseil municipal de la commune. Élu conseiller municipal en 1901, il devient premier adjoint au maire en 1911 puis maire en 1919, poste qu'il conserve jusqu'en 1935 sans interruption. Toujours en 1919, il devient conseiller général, là aussi pour y être constamment réélu. 
Après une première tentative infructueuse en 1921, il est élu sénateur du Cantal en 1929 en se présentant comme candidat des gauches face à deux sortants de l'Alliance démocratique. Il rejoint le groupe de la Gauche démocratique et siège à la commission de l'Agriculture, au sein duquel ses avis sont très écoutés.
Il vote, le 10 juillet, en faveur de la remise des pleins pouvoirs au Maréchal Pétain. Il se retire ensuite au Bousquet, près d'Arpajon-sur-Cère, la ville de sa famille, où il décède en 1946.

## Pour approfondir